# Rożental (gromada w powiecie tczewskim)
Rożental – dawna gromada, czyli najmniejsza jednostka podziału terytorialnego Polskiej Rzeczypospolitej Ludowej w latach 1954–1972.
Gromady, z gromadzkimi radami narodowymi (GRN) jako organami władzy najniższego stopnia na wsi, funkcjonowały od reformy reorganizującej administrację wiejską przeprowadzonej jesienią 1954 do momentu ich zniesienia z dniem 1 stycznia 1973, tym samym wypierając organizację gminną w latach 1954–1972.
Gromadę Rożental z siedzibą GRN w Rożentalu utworzono – jako jedną z 8759 gromad na obszarze Polski – w powiecie tczewskim w woj. gdańskim na mocy uchwały nr 25/III/54 WRN w Gdańsku z dnia 5 października 1954. W skład jednostki weszły obszary dotychczasowych gromad Rożental, Janiszewko, Kulice, Rombark i Ropuchy ze zniesionej gminy Pelplin oraz kolonia Pelplin z miasta Pelplina w tymże powiecie. Dla gromady ustalono 18 członków gromadzkiej rady narodowej.
1 stycznia 1958 z gromady Rożental wyłączono osiedle Pelplin-Wybudowanie, włączając je do miasta Pelplina w tymże powiecie.
1 stycznia 1960 siedzibę gromady Rożental przeniesiono do miasta Pelplina w tymże powiecie, zachowując jednak nazwę gromada Rożental; równocześnie do gromady Rożental włączono obszar zniesionej gromady Rajkowy w tymże powiecie.
1 stycznia 1962 do gromady Rożental z siedzibą w Pelplinie włączono miejscowości Pomyje i Wola z gromady Rudno w tymże powiecie.
1 stycznia 1970 do gromady Rożental włączono część obszaru miasta Pelplin (647,21 ha) w tymże powiecie; z gromady Rożental wyłączono natomiast część wsi Pomyje (3,82 ha), włączając ją do Pelplina.
Gromada przetrwała do końca 1972 roku, czyli do kolejnej reformy gminnej.